# Giuseppe Carata
Giuseppe Carata (Lecce, 9 giugno 1915 – Bisceglie, 25 gennaio 2003) è stato un arcivescovo cattolico italiano.

## Biografia
Fu ordinato sacerdote il 30 gennaio 1938 nella Chiesa di Sant'Antonio a Fulgenzio di Lecce, da mons. Alberto Costa. Dopo aver insegnato nel Pontificio Seminario Regionale Pugliese "Pio XI" di Molfetta, nel 1951 divenne pro-rettore poi rettore e ricevette la nomina di cameriere segreto di papa Giovanni XXIII.
Il 17 maggio 1965 fu nominato vescovo ausiliare di Trani e Barletta, titolare di Presidio.
Ricevette l'ordinazione episcopale il 26 giugno 1965 dal cardinale Carlo Confalonieri, co-consacranti gli arcivescovi Reginaldo Giuseppe Maria Addazi, O.P., e Francesco Minerva.
L'8 aprile 1967 fu nominato vescovo titolare di Canne.
Il 28 agosto 1971 è nominato arcivescovo di Trani e Barletta e contestualmente amministratore apostolico di Bisceglie. In seguito all'unione del tre diocesi, il 30 settembre 1986 diventa arcivescovo di Trani-Barletta-Bisceglie.
Il 15 gennaio 1990 rinuncia al suo incarico per raggiunti limiti di età, rinuncia che viene accolta da papa Giovanni Paolo II il 28 agosto 1990. Prosegue l'attività pastorale tra gli ammalati della Casa della Divina Provvidenza di Bisceglie, dove morirà tredici anni dopo.
Riposa nella chiesa Matrice del cimitero di Trani.

## Genealogia episcopale
La genealogia episcopale è:
- Cardinale Scipione Rebiba
- Cardinale Giulio Antonio Santori
- Cardinale Girolamo Bernerio, O.P.
- Arcivescovo Galeazzo Sanvitale
- Cardinale Ludovico Ludovisi
- Cardinale Luigi Caetani
- Cardinale Ulderico Carpegna
- Cardinale Paluzzo Paluzzi Altieri degli Albertoni
- Papa Benedetto XIII
- Papa Benedetto XIV
- Papa Clemente XIII
- Cardinale Marcantonio Colonna
- Cardinale Giacinto Sigismondo Gerdil, B.
- Cardinale Giulio Maria della Somaglia
- Cardinale Carlo Odescalchi, S.I.
- Cardinale Costantino Patrizi Naro
- Cardinale Lucido Maria Parocchi
- Papa Pio X
- Papa Benedetto XV
- Papa Pio XII
- Cardinale Carlo Confalonieri
- Arcivescovo Giuseppe Carata